# 新森涼
新森 涼（しんもり りょう、1998年5月12日 - ）は、福岡県飯塚市出身の、日本人の女子柔道選手である。階級は70kg級。身長167cm。血液型はO型。組み手は左組み。得意技は内股、大外刈。

## 経歴
柔道は9歳の時に稲築柔道教室で始めた。山田中学3年の時に全国中学校柔道大会70kg級で3位になった。敬愛高校に進むと、1年の時には金鷲旗で2位となると、インターハイ70kg級では3位だった。全国高校選手権では初戦で敗れた。2年の時には全日本カデで優勝した。金鷲旗では決勝で大成高校と対戦すると中江美裕を破るなどして、エースの児玉ひかるとともにチームの優勝に貢献した。インターハイの個人戦決勝では開始9秒の内股で一本勝ちして優勝するも、団体戦では決勝の大成高校戦で鍋倉那美と引き分けるがチームは敗れて2位にとどまった。ジュニア体重別と講道館杯では5位だった。高校選手権では個人戦、団体戦ともに70kg級が設けられていなかったために出場の機会はなかった。3年の時には金鷲旗の決勝で大成高校と対戦すると、和田梨乃子を支釣込足で破るなど、昨年に続いて児玉とともにチームを優勝へ導く活躍を果たした。その僅か一週間後に開催されたインターハイの団体戦では準決勝で大成高校と対戦すると、代表戦で児玉が粂田晴乃に崩袈裟固で敗れて3位に終わり、2009年の埼玉栄高校以来となる高校団体3冠(全国高校選手権、金鷲旗、インターハイ)はならなかった。個人戦でも3位にとどまり2連覇はならなかった。国体少年女子の部では福岡県代表で出場して3位になった。2017年にはコマツの所属となると、全日本ジュニアでは3位だった。2018年の全日本ジュニアでは決勝で桐蔭学園高校2年の朝飛真実に反則勝ちして優勝した。世界ジュニアでは決勝まで進むも、ヨーロッパジュニアチャンピオンであるイタリアのアリーチェ・ベッランディにGSに入ってから大内刈で技ありを取られて2位にとどまった。世界ジュニア団体では決勝のブラジル戦でエレン・サンタナを片手絞で破ってチームの優勝を決めた。その後、コマツ柔道部のマネージャーに転身した。

## 戦績
- 2013年 - 全国中学校柔道大会　2位
- 2014年 - 金鷲旗　2位
- 2014年 - インターハイ　3位
- 2015年 - 全日本カデ　優勝
- 2015年 - 金鷲旗 優勝
- 2015年 - インターハイ 個人戦　優勝・団体戦　2位
- 2015年 - 国体少年女子の部　5位
- 2015年 - 講道館杯　5位
- 2016年 - インターハイ 個人戦　3位・団体戦　3位
- 2016年 - 全日本ジュニア　5位
- 2016年 - 国体 少年女子の部　3位
- 2017年 - 全日本ジュニア　3位
- 2018年 - ベルギー国際　3位
- 2018年 - 実業個人選手権　3位
- 2018年 - 全日本ジュニア　優勝
- 2018年 - 世界ジュニア　2位
- 2018年 - 世界ジュニア団体戦　優勝

(出典、JudoInside.com)。